# Hans Herbert Jöris
Hans Herbert Jöris (auch Hans-Herbert Jöris; * 15. Mai 1925 in Viersen; † 18. Januar 2008 in Hannover) war ein deutscher Dirigent und Hochschullehrer.

## Leben und Wirken
Hans Herbert Jöris wurde als erster Sohn des Kirchenmusikdirektors Hans Jöris und dessen Frau Adele Jöris geb. Franken geboren. Als Kind lernte er Geige, Cello, Klavier und Orgel. Ab 1931 besuchte er die Diergardtschule und später das Gymnasium in Viersen und legte 1943 das Abitur ab. Anschließend wurde er zur Wehrmacht einberufen und kehrte 1945 aus der Kriegsgefangenschaft nach Viersen zurück. Am 15. Oktober 1945 gab er zusammen mit seinem Vater Hans Jöris ein vom Oberbürgermeister August Hubert Carl Schaub organisiertes Konzert in der Festhalle Viersen, es folgten weitere Konzerte zur Weihnachtszeit.
Hans Herbert Jöris ging an die Musikhochschule Köln, studierte bei Günter Wand Dirigieren und wurde dessen Assistent beim Gürzenich-Orchester. 1951 bis 1959 war er Dirigent des Ford-Sinfonieorchesters. Er war Chorleiter des Chores des Westdeutschen Rundfunks und arbeitete für das Unterhaltungsorchester des Nordwestdeutschen Rundfunks unter Franz Marszalek. 1955 wurde er Leiter des Städtischen Kammerorchesters Dortmund und später Kapellmeister an den Städtischen Bühnen Dortmund.
1966 wurde er 1. Kapellmeister an der Niedersächsischen Staatsoper in Hannover. Von 1968 bis 1981 dirigierte er das Niedersächsische Jugendsinfonieorchester und war von 1976 bis 1989 Musikalischer Leiter des Hannoverschen Oratorienchores. 1978 wurde er Professor für Orchesterleitung und Dirigieren und Leiter der Opernklasse an der Hochschule für Musik, Theater und Medien Hannover. 1990 wurde er emeritiert.
Hans Herbert Jöris hatte Gastdirigate unter anderem in Breslau, Bydgoszcz, Posen, Göttingen, Peking, Shanghai und Kanton. 1990 war er gastweise Generalmusikdirektor in Oldenburg. Von 1998 bis 2003 war er Chefdirigent und künstlerischer Leiter des „Rotary-Orchesters“, das 1995 als Laienorchester gegründet wurde.
Ab 1995 arbeitete er an einer Dokumentation über das Musik- und Theaterleben in Viersen, die 2006 veröffentlicht wurde.

## Schriften
- Musik und Theater in Viersen 1848 bis 1945. Redaktionelle Bearbeitung Jutta Pitzen. Hrsg. Verein für Heimatpflege Viersen, Arbeitskreis für Stadtgeschichtliche Publikationen. Eckers, Viersen 2006, ISBN 3-9808779-3-0 (Viersen, Beiträge zu einer Stadt. 30).